# Guiclan
Guiclan è un comune francese di 2 547 abitanti situato nel dipartimento del Finistère nella regione della Bretagna.

## Storia

### Simboli
Lo stemma è stato adottato il 26 giugno 1976.
La forma arcuata ricorda la grotta preistorica di Roh-Toull e la fibbia è simbolo della famiglia de Kersauson (di rosso, alla fibbia d'argento) che furono signori del luogo.

## Società

### Evoluzione demografica
Abitanti censiti